# Iwan z Obichowa
Iwan z Obichowa herbu Wieniawa (Jan z Obiechowa, Iwan (Iwo) z Karmina (Karniowa, Karwina), łac. Ivano de Obichov, zm. przed 1422) – polski rycerz, wielkorządca krakowski, dworzanin Władysława Jagiełły, uczestnik  poselstwa do Celje w sprawie poślubienia hrabianki Anny (1400), starosta kujawski, starosta generalny Rusi, kasztelan śremski (od 1410), starosta odolanowski.

## Życiorys

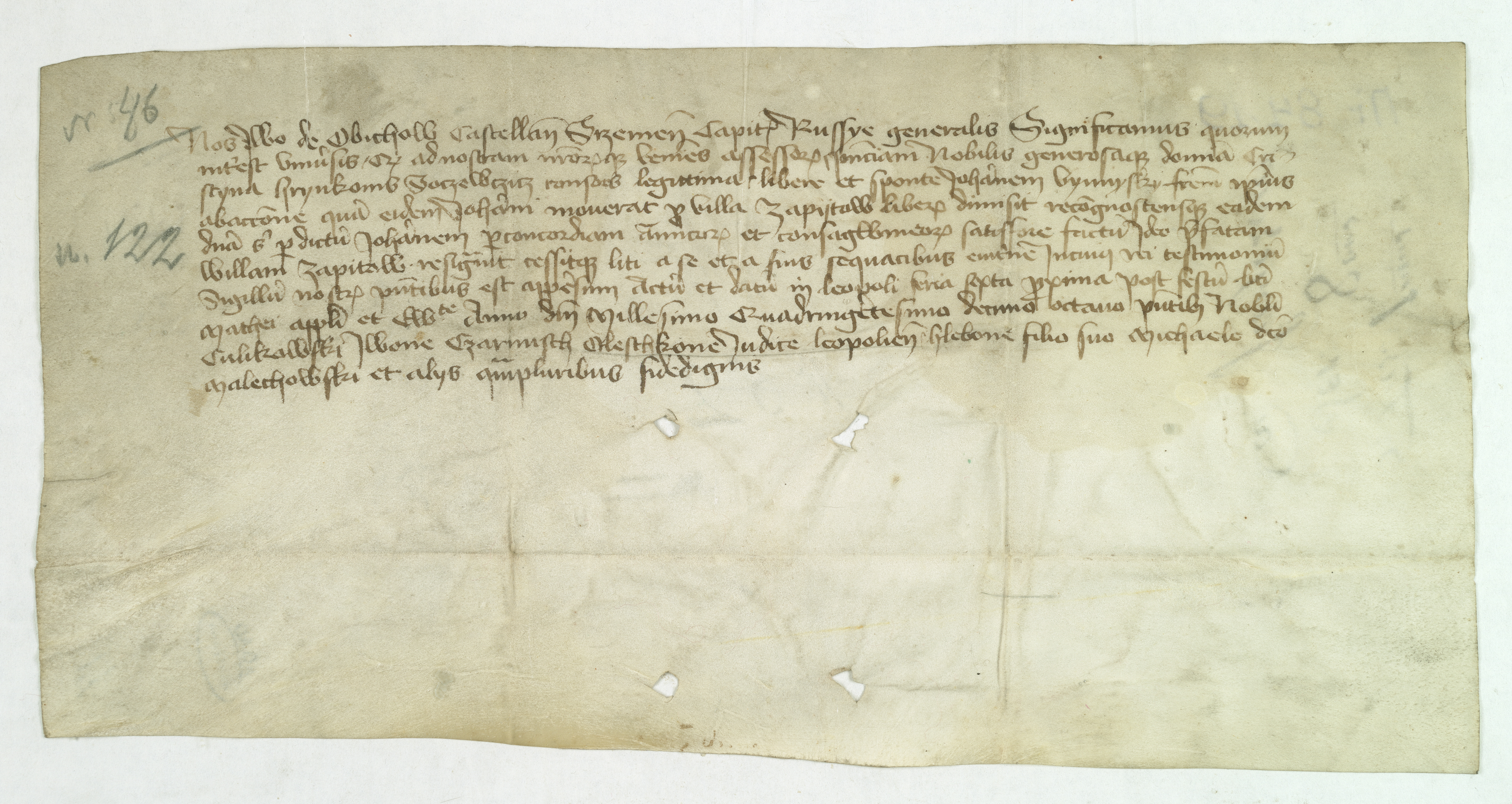
Iwan z Obichowa, kasztelan śremski, starosta ruski generalny, zaświadcza, że Krystyna, żona Hryńka Soczewczicza, odstępuje wieś Zapytów na rzecz swego brata, Jana Wymyskiego (pergamin, 23 września 1418)

Pierwszy znany ze źródeł historycznych przedstawiciel rodu. Pojawia się 15 października 1388 roku w dokumencie wystawionym w Wonieściu, wraz z bratem Stefanem z Karnina (zm. 1414/1415), ojcem Rafała, od którego wywodzili się Leszczyńscy herbu Wieniawa.
Iwan, podobnie jak jego bracia (w tym Jan) pochodził z Karmina koło Śmigla. W 1388 wystąpił jako dziedzic Karmina. Ponadto był właścicielem Obiechowa, Węgrzynowa, Jasieńca (od 1398), Gołuchowa (od 1408), Jelczy.
Od lat 90. XIV wieku był związany z dworem królewskim Władysława Jagiełły, m.in. sprawował urząd wielkorządcy krakowskiego ok. 1399. Wraz z Hinczką z Rogowa i Janem z Ostrowca brał udział w polskim poselstwie do Celje dla zawarcia z tamtejszym hrabią Hermanem wstępnego porozumienia w sprawie małżeństwa króla Władysława i Anny Cylejskiej. Zdaniem Jana Długosza pozorny sukces tego poselstwa, czyli przybycie hrabianki do Krakowa, zahamował kariery owych trzech posłów z powodu rozczarowania królewskiego narzeczonego urodą (a raczej jej brakiem) hrabianki .
Jednak po kilku latach Iwan objął kolejne urzędy: starosty kujawskiego (brzeskokujawskiego): 1405–1408, starosty generalnego ruskiego (lwowskiego): 1411–1421, kasztelana śremskiego: 1410–1422.
W czasie bitwy pod Grunwaldem (1410) walczył jako dowódca trzydziestej pierwszej chorągwi występującej pod znakiem głowy żubra, z którego nozdrzy zwisa złote kółko, na złotym polu (Wieniawa). Podpisał unię polsko-litewską w Horodle (1413).

## Potomstwo
Jako synowie Iwana z Obichowa wymieniani są:
- Rafał z Gołuchowa (zm. w 1442/1443) – starosta generalny Wielkopolski w latach 1436–1439, podkomorzy kaliski w 1436 roku, podstoli poznański w 1426 roku, starosta Odolanowa w 1434 roku;
- Jan Goły alias Golian (zm. w 1437) – uczestnik poselstwa do Inowrocławia i słynnego turnieju w Budzie w roku 1412, w latach późniejszych podczaszy poznański; pisał się ze Strzałkowa, Gołuchowa, Obichowa, Goliszewa[12][7];
- Iwan (Iwanek) z Obichowa

Potomkami Iwana byli:
- po Rafale, którego synowie i wnukowie przyjmowali różne nazwiska – m.in. Gołuchowscy herbu Wieniawa,
- po Janie Golinie, żonatym z Małgorzatą, jedyną dziedziczką Kmitów rzeszowskich[13]  – Denowscy[f] w Małopolsce (ród istniał do końca XV wieku),
- po Iwanie – Obichowscy (ród wygasł w XV wieku)[4])

## W kulturze
Oprócz dzieł Jana Długosza  i Zygmunta Glogera  Iwan z Obichowa pojawia się epizodycznie w utworach Józefa Ignacego Kraszewskiego „Litwa za Witolda” i Karola Szajnochy „Jadwiga i Jagiełło”  oraz jest wspomniany w 403 odcinku w serialu Korona królów (sezon 4: Korona królów. Jagiellonowie). W 4 odcinku tego sezonu („Anna z Cylii”) w roli Iwana z Obichowa wystąpił Artur Wower.